# جيمس كوركري
جيمس كوركري هو عداء مراثوني كندي، (ولد في Trout Creek, Ontario ‏ في كندا 1889  م).

## وصلات خارجية
- جيمس كوركري على موقع أوليمبيديا (الإنجليزية)